# Steven Brams
Steven J. Brams (né en 1940) est un théoricien politique et scientifique de l'université de New York (département de la politique). Brams est surtout connu pour utiliser les techniques de la théorie des jeux et des choix publics à la recherche de systèmes de vote et de partage équitable. Il est l'un des découvreurs indépendants du vote par approbation. Aussi, il a été codécouvreur, avec Alan D. Taylor, d'une solution du problème de partage équitable d'un gâteau (en).

## Biographie
Brams obtient au Massachusetts Institute of Technology un B.S. de politique, économie et science, en 1962. En 1966, il obtient un Ph.D. en science politique à l'université Northwestern.
Il travaille brièvement pour le gouvernement fédéral des États-Unis avant de prendre un poste de professeur adjoint à l'université de Syracuse en 1967. Il part en 1969 à l'université de New York, où il est professeur dans le département politique. De 2004 à 2006, il est président de la Public Choice Society.